# Potiretama
Potiretama is een gemeente in de Braziliaanse deelstaat Ceará. De gemeente telt 6.891 inwoners (schatting 2009).
De gemeente grenst aan Alto Santo, Iracema, Rodolfo Fernandes en Iracema.